# Ferdinando Dal Pont
Ferdinando Dal Pont (Udine, 24 maggio 1911 – Udine, 9 marzo 1985) è stato un calciatore e allenatore di calcio italiano, di ruolo difensore.

## Carriera

### Giocatore
Giocò in Serie A con Triestina e Lazio, debuttando in massima serie nella stagione 1936-1937 con la Triestina nella partita Lazio-Triestina (2-1) del 27 settembre 1936. Conta anche 13 presenze in Serie B con la maglia dell'Udinese.
La sua carriera proseguì in Serie C con Alba Roma, Pro Gorizia dove giocò fino al 1946, ed infine Chieti.

### Allenatore
Inizia come calciatore-allenatore nella Maceratese, dove vince subito il campionato di serie C. Le speranze di ritorno in serie B si fermano negli spareggi. Gli anni successivi, sempre con la formula calciatore-allenatore, guida il Chieti Calcio in Promozione (allora la quarta serie nazionale a forma Interregionale). Nella stagione 1950-1951, ormai appesi gli scarpini al chiodo, subentra, al magiaro Gyula Lelovics sulla panchina del Rimini in serie C non riuscendo nell'impresa della salvezza. Nella stagione successiva torna alla Maceratese, ma in corso viene sostituito dal capitano Lepanto Pesciaioli. Successivamente, allenò la Pro Gorizia nei primi mesi del campionato 1957-1958; sostituito da Davide, si trasferì a stagione ancora in corso all'Itala..

## Palmarès

### Club

#### Competizioni nazionali
- Serie C: 2

Pro Gorizia: 1941-1942, 1942-1943
- Prima Divisione: 2

Udinese: 1929-1930, 1934-1935